# Pouy-Loubrin
Pouy-Loubrin is een gemeente in het Franse departement Gers (regio Occitanie) en telt 104 inwoners (2009). De plaats maakt deel uit van het arrondissement Auch.

## Geschiedenis
Zie: Familie d'Ornézan.

## Geografie
De oppervlakte van Pouy-Loubrin bedraagt 9,4 km², de bevolkingsdichtheid is dus 11,1 inwoners per km².
De onderstaande kaart toont de ligging van Pouy-Loubrin met de belangrijkste infrastructuur en aangrenzende gemeenten.

## Demografie
Onderstaande figuur toont het verloop van het inwonertal (bron: INSEE-tellingen).

1. ↑  Populations de référence 2022.